# José Ángel Álvarez Navarro
José Ángel Álvarez Navarro (Gascas, Cuenca, ca. 1774-Gascas, Cuenca, post. 1854), fue un bibliotecario de Cámara de Carlos IV, Fernando VII e Isabel II, desde 1803 a 1834, administrador del Real Sitio de San Lorenzo de El Escorial de 1849 a 1854.

## Biografía
Nacido en el conquense pueblo de Gascas, fue familia de otros bibliotecarios, como Manuel Antonio Álvarez que también sirvió anteriormente a él en la real biblioteca privada -atendía la de los Príncipes de Asturias desde 1783-, y hermano de Leandro Vicente Álvarez Navarro, que estuvo en la real pública. Ambos eran hijos de Vicente Álvarez y de Mariana Navarro. Pronto viene a la corte y lo hallamos a los 21 años, desde 1795, como escribiente-calígrafo sirviendo en la Casa Real, a la que estuvo vinculado toda su vida, residiendo en Madrid pero yendo todos los veranos a su natal Gascas, en Cuenca. El 26 de julio de 1803 obtiene plaza de bibliotecario de Cámara, ganando 16.000 reales al año, habiendo ya concluido índices de libros de posesión real que se le habían encomendado y un misal manuscrito, según se recoge en su expediente, pero que el cual hoy no se halla en la Real Biblioteca de Madrid. Realista borbónico por convicción, al acceder los franceses al poder dejó su puesto, el 5 de noviembre de 1808, y partió a su pueblo natal a mediados del año siguiente. En 1811 volverá a Madrid a recoger a su familia y entre tanto formó parte del Batallón de Voluntarios Realistas de Buenache, en Cuenca, siendo primer comandante del mismo. Se reintegró a la Real Biblioteca el mismo día que entró Fernando VII en Madrid, en 1814. En ese verano recoge los libros dispersos que estaban por el Palacio Real, tras autorizársele para ello, y para que pasaran a su custodia en la Real Biblioteca. Casado y viudo, volvió a casar ya con 56 años, en 1830 con Antonia de Villarroel, hermana del marqués de Palacios e hija del anterior, para lo que solicitó y obtuvo licencia matrimonial del rey. Tras servir en la Real Biblioteca privada hasta el 18 de julio de 1834, sería designado años más tarde para otro puesto de alta responsabilidad en la Casa Real: el 18 de febrero de 1849 se le nombra administrador del Real Sitio de San Lorenzo de El Escorial, pese a sus achaques de reuma y falta de buena visión. Por fin, se jubilaría en el verano de 1854 como administrador, pasados los 80 años, y marchó a su natal Gascas, siéndoseles reconocidos 44 años de servicio a la Casa Real y no sesenta, por el lapso de 15 años entre su cese en la Real Biblioteca en 1834 y su nombramiento en 1849 para El Escorial. Tuvo sus inquietudes intelectuales y fue académico honorario de la Real Academia de San Carlos, de Valencia, y de esta ciudad y de Murcia fue miembro de su Real Sociedad de Amigos del País.

## Bibliotecario de Cámara en la Real Biblioteca
Desde 1795 fue escribiente calígrafo -aunque se indica en su expediente que desde 1791 estaba vinculado a la Casa Real-, y, además de hacer obras caligráficas para la educación de los infantes, ya se ocupa de los índices reales y elabora el del entonces Príncipe de Asturias don Fernando, el de la reina María Luisa de Parma y el de Carlos IV de 1799, éste un verdadero primor con frontispicio ejecutado de tal perfección que parece grabado en plancha calcográfica. En marzo de 1800 recibe 1.500 reales de ayuda de costa para hacer el índice general, que se sumaban a los 500 ducados que percibía del bolsillo secreto real. En 1800 consta que además era archivero de la Secretaría de Gracia y Justicia y Cámara de Castilla, con sueldo de 11.000 reales. Por fin, en julio de 1803 sería designado bibliotecario de Cámara tras reconocérsele su trabajo, siendo director entonces el padre Fernando Scio de San Antonio. En 1806 se produjeron diversas e importantísimas entradas de fondos a las que supo hacer frente junto a su superior Juan Crisóstomo Ramírez Alamanzón. Estos fondos enriquecieron notablemente la Librería de Cámara de Carlos IV. Por una parte, ingresó la copiosa librería del I Conde de Gondomar, don Diego Sarmiento de Acuña (1567-1626), formada a fines del XVI y primeras décadas del XVII, y que estaba en Valladolid en la Casa del Sol. Adquirida por el monarca en los años ochenta del XVIII al marqués de Malpica, Manuel Fernández de Córdoba Pimentel, finalmente ingresó entonces y la pagaría más tarde Fernando VII de su bolsillo secreto. Y, por otra parte, entraron varias colecciones procedentes de la Secretaría de Gracia y Justicia de Indias: la de Francisco de Zamora, la de Manuel José de Ayala, la de José Antonio de Areche, la de Juan Bautista Muñoz, la de Dionisio de Alcedo Herrera. Todas ellas, salvo la primera, muy relevantes en cantidad y calidad de manuscritos relativos a América, sobre todo la de Ayala. Hubo que ubicarlas primero y luego se desarrolló, en los años posteriores -básicamente tras la Guerra de la Independencia- un programa de encuadernación. A la gran mayoría de las piezas se les quitó su pergamino original, por considerarse que eran ligaciones rústicas, y se les puso una pasta valenciana muy característica de la Real Biblioteca, con orla dorada en planos, a cargo mayoritariamente de Santiago Martín Sanz (1775-1828), que también ejecutaría finos trabajos junto Antonio Suárez Jiménez (1770-1836) y otros artífices.
Pese al exilio de la Familia Real, en Valençay se siguieron adquiriendo libros para uso del futuro Fernando VII y de los Infantes y existe asimismo índice de lo incorporado entonces, entre 1808 y 1814.
En febrero de 1817 se sabe que era bibliotecario también de la reina, Isabel de Braganza, y del Infante don Carlos de Borbón. Ese 1817 se le concede la Orden de Carlos III. En 1818 consta que formaban parte de la plantilla bibliotecaria él y José Medina, José Gregorio Zaragoza, Baldiri Riera y José Faraldo, pero en marzo de 1819 es primer bibliotecario de Cámara. Al morir Fernando VII, se le solicitará, el 30 de octubre de 1833, inventario y tasación de la real biblioteca privada y sus pertenencias. En 1834 se acrecientan sus achaques y el 30 de abril de 1835 cesa como primer bibliotecario de Cámara de Isabel II, sucediéndole el secretario de la mayordomía mayor, Salvador Enrique Calvet.
Era minucioso y, por ejemplo, se conservan notas suyas sobre obras faltas existentes en la Real Biblioteca, y también informaba de compras, de encuadernaciones realizadas para los reyes, etc. Se conservan otros varios índices debidos a él, como el de 1820, en II/4031 (22 carpetas), o el II/4032 (48 cuadernillos). También lo hay de los libros de los que había asiento en índices previos pero que no estaban en los estantes (II/4030, 5), etc. Su último trabajo relativo a índices reales de libros fue el que elaboró en borrador para Isabel II siendo aún Princesa de Asturias, en 1832, en II/3938, que dedicó a la reina María Cristina de Borbón-Dos Sicilias, la que muy pronto sería regente. Por su celo profesional fue tenido en cuenta para su misión posterior como administrador del real sitio de San Lorenzo de El Escorial.
Su sobrino nieto fue Leandro Álvarez Torrijos.